# Зикринов, Файзен
Файзен Зикринов (25 августа 1918, Акмолинская область, РСФСР — 22 октября 1999) — советский партийный и государственный деятель, председатель Гурьевского облисполкома (1966—1970).

## Биография
В 1938 г. окончил Татарский сельскохозяйственный техникум, в 1948 г. — Республиканскую высшую партийную школу при ЦК КП(б) Казахстана, в 1955 г. — Казахский государственный университет имени С. М. Кирова (заочно).
- 1940—1943 гг. — главный агроном, начальник Меркенского районного земельного отдела (Джамбульская область),
- 1943—1946 гг. — председатель исполнительного комитета Свердловского районного Совета (Джамбульская область),
- 1948—1951 гг. — председатель исполнительного комитета Меркенского районного Совета,
- 1951—1952 гг. — директор экспериментальной базы Казахского научно-исследовательского института животноводства,
- 1952—1958 гг. — инструктор, заместитель заведующего Отделом Алма-Атинского областного комитета КП(б) — КП Казахстана,
- 1958—1962 гг. — первый секретарь Джамбульского районного комитета КП Казахстана (Алма-Атинская область),
- 1962—1963 гг. — секретарь Алма-Атинского областного комитета КП Казахстана
- 1963—1964 гг. — второй секретарь Алма-Атинского сельского областного комитета КП Казахстана,
- 1964—1966 гг. — инспектор ЦК КП Казахстана,
- 1966—1970 гг. — председатель исполнительного комитета Гурьевского областного Совета
- 1970—1976 гг. — заместитель председателя Государственного комитета СМ Казахской ССР по использованию трудовых резервов,
- 1976—1978 гг. — заместитель председателя Государственного комитета СМ Казахской ССР по труду.

С 1978 г. на пенсии.

## Награды и звания
Награждён двумя орденами «Знак Почёта».